# Alessandro Fabbri
Alessandro Fabbri (Ravenna, 3 agosto 1978) è uno sceneggiatore e scrittore italiano.

## Biografia
Fabbri scrive il suo primo romanzo breve intitolato Mai fidarsi di un uomo che indossa un trench blu a diciotto anni e vince il premio Campiello Giovani. Nel 2000 viene pubblicato il romanzo Mosche a Hollywood dalla Minimum fax, dal quale nel 2005 viene tratto il film co-sceneggiato da Fabbri Hollywood Flies, con Brad Renfro e Vinnie Jones. Nel 2008 la Einaudi pubblica il romanzo horror Quell'estate di sangue e di luna scritto da Fabbri a quattro mani con Eraldo Baldini, che ottiene un buon successo editoriale rimanendo per diverse settimane fra i libri più venduti in Italia. Del 2010 è il romanzo Il re dell'ultima spiaggia, edito da Bompiani. Il romanzo Il ragazzo invisibile, scritto con Ludovica Rampoldi e Stefano Sardo, pubblicato da Salani, esce nel 2014 un mese prima dell'omonimo film. Nel 2018 esce il secondo capitolo della saga, Il ragazzo invisibile - Seconda generazione.
Come sceneggiatore, Fabbri ha scritto, con Rampoldi e Sardo, la sceneggiatura del film La doppia ora, diretto da Giuseppe Capotondi, presentato in concorso alla 66ª Mostra internazionale d'arte cinematografica di Venezia, e de Il ragazzo invisibile (vincendo il Nastro d'argento per Migliore Soggetto) e Il ragazzo invisibile - Seconda generazione, diretti da Gabriele Salvatores.
Fabbri ha scritto episodi di diverse serie televisive e firmato l'adattamento italiano della serie In Treatment. Con Luca Rossi ha ideato la serie tv Catturandi - Nel nome del padre. Con Rampoldi e Sardo, Alessandro Fabbri è creatore della serie tv 1992-1993-1994, con cui vince il Premio per Miglior Sceneggiatura al Fiction Fest.  
Altra serie di sua creazione è il legal-thriller Il processo (serie televisiva), per il quale riceve il Premio Flaiano per la sceneggiatura. Fabbri ricopre il ruolo di head writer in Fedeltà (serie televisiva), uscita su Netflix, tratta dal romanzo di Marco Missiroli. E' head writer, insieme a Peppe Fiore, nella seconda stagione di Il re (serie televisiva), con Luca Zingaretti, vincendo il Nastro d'argento per la Migliore Serie Crime.
Fabbri sviluppa, ricoprendo anche il ruolo di head writer, la serie spy Citadel: Diana, spin-off italiano della serie Citadel prodotta dai Russo Brothers, uscita su Prime Video. La serie segna il record di visualizzazioni nel mondo per una serie italiana sulla piattaforma Prime.   

## Opere

### Narrativa
- Mai fidarsi di un uomo che indossa un trench blu (Marsilio, 1997)
- Mosche a Hollywood (Minimum fax, 2000)
- Quell'estate di sangue e di luna Einaudi, 2008) (con Eraldo Baldini)
- Il re dell'ultima spiaggia (Bompiani, 2010)
- Il ragazzo invisibile (Salani, 2014) (con Ludovica Rampoldi e Stefano Sardo)
- Il ragazzo invisibile - Seconda generazione (Salani, 2018) (con Ludovica Rampoldi e Stefano Sardo)

## Filmografia

### Cinema
- Hollywood Flies, regia di Fabio Segatori (2005)
- La doppia ora, regia di Giuseppe Capotondi (2009)
- Il ragazzo invisibile, regia di Gabriele Salvatores (2014)
- Il ragazzo invisibile - Seconda generazione, regia di Gabriele Salvatores (2018)

### Televisione
- Distretto di Polizia – serie TV, episodio 11x04 (2011)
- In Treatment – serie TV, 35 episodi (2013)
- 1992 – serie TV, 10 episodi (2015)
- Catturandi - Nel nome del padre – serie TV, 12 episodi (2016)
- 1993 – serie TV, 8 episodi (2017)
- 1994 – serie TV, 8 episodi (2019)
- Il processo – serie TV, 8 episodi (2019)
- La fuggitiva, regia di Carlo Carlei – miniserie TV (2021)
- Fedeltà – serie TV, 6 episodi (2022)
- Il re – serie TV, 8 episodi (2024)
- Citadel: Diana – serie TV, 6 episodi (2024)